# Juan Lagarrigue
Juan Lagarrigue Cádiz (Santiago, 16 de enero de 1887-Santiago, 25 de junio de 1949) fue un ingeniero civil y funcionario público chileno, que se desempeñó como director general de la Empresa de los Ferrocarriles del Estado de Chile (EFE) entre 1929 y 1939, durante los gobiernos de cuatro presidentes: Carlos Ibáñez del Campo, Juan Esteban Montero, Arturo Alessandri y Pedro Aguirre Cerda, siendo hasta la fecha la persona con mayor permanencia en dicho cargo, creado en 1884, en la historia.

## Familia y estudios
Nació en Santiago de Chile el 16 de enero de 1887, hijo del escultor Carlos Lagarrigue Alessandri —hijo del español Juan Nicolás Lagarrigue Abad, quien fuera vicecónsul de España en Valparaíso, y de Aurora Alessandri Vargas (hija a su vez del italiano Pietro Alessandri Tarzi, fundador de la familia Alessandri en Chile, y María del Carmen Vargas Baquedano)— y la ama de casa Rosa Amelia Cádiz Navas. Su padre fue además hermano de Alberto —abogado—, Teresa Rosa, —también escultora, quien se casó con el abogado, escritor, profesor y político Carlos Vicuña Fuentes (quien fuera miembro de los partidos Liberal y luego Radical, siendo posteriormente fundador del Partido Social Republicano, con el cual ejerció como diputado por la 7.ª Agrupación Departamental de Santiago, primer distrito, durante el período legislativo entre 1933 y 1937)—, con quien tuvo seis hijos, entre ellos, el poeta José Miguel y las escultoras Rosa y Teresa Vicuña. Carmen, Jorge —médico cirujano, abogado, traductor y escritor—, Luis Eduardo —ingeniero civil y escritor— y Juan Enrique Lagarrigue Alessandri —filósofo—. Tuvo una hermana, Aurora, quien se casó con el ingeniero civil y político Pedro Godoy Pérez, quien entre julio y septiembre de 1931 se desempeñó como ministro de Educación Pública, durante las vicepresidencias de Pedro Opazo Letelier, Juan Esteban Montero y Manuel Trucco Franzani.
Realizó sus estudios primarios y secundarios en el Instituto Nacional General José Miguel Carrera. Continuó los superiores en la Universidad de Chile, titulándose como ingeniero civil en 1911.
Se casó con Delia Altamirano, con quien tuvo un hijo, Carlos Augusto.

## Carrera profesional
Inmediatamente después de obtener su titulación, empezó a trabajar con uno de sus tíos paternos: el ingeniero Luis Lagarrigue Alessandri, en las obras de la Laguna Negra que condujeron y suministraron agua potable a toda la capital, Santiago, las cuales culminaron en 1913.
De forma paralela, el 13 de octubre de 1912, durante el gobierno del presidente Ramón Barros Luco, se incorporó a la administración pública  ingresando en la Empresa de los Ferrocarriles del Estado (EFE) como ingeniero ayudante de la Inspección de Vías de la firma; en 1914, pasó a desempeñarse como ingeniero primero de la Sección de Obras de Arte del Departamento de Vías y Obras, y el 21 de septiembre del año siguiente, a fungir como ingeniero del Departamento de Transportes.
Dejó dicha función el 8 de febrero de 1921, fecha en que fue designado como jefe de la Sección de Explotación Comercial. Tres años más tarde, en 1924, fue designado como jefe de la Sección de Servicios Especiales y Estaciones de dicho departamento, y el 10 de marzo de 1926, jefe del Departamento de Vías y Obras, labor que ostentó hasta el 2 de octubre de 1929, cuando fue nombrado como director general de EFE por el presidente Carlos Ibáñez del Campo; permaneció en el cargo hasta el fin de ese gobierno finalizado en julio de 1931, y continuó en él bajo las seguidas administraciones de los presidentes Juan Esteban Montero, Arturo Alessandri y Pedro Aguirre Cerda —pasando de igual manera por las vicepresidencias de Pedro Opazo Letelier, del propio Montero, de Manuel Trucco Franzani y de Abraham Oyanedel Urrutia, como también en las gestiones provisionales de Arturo Puga Osorio, Carlos Dávila Espinoza y Bartolomé Blanche Espejo—, abandonándolo finalmente el 14 de abril de 1939, bajo este último mandatario, ocasión en que presentó su renuncia, siendo sucedido ese mismo día por el experimentado funcionario Jorge Guerra Squella.
Su trayectoria de veintiséis años y medio en la empresa, así como su gestión como titular de la misma, fue descrita como una «constante labor en pro del mejoramiento de los servicios, los que han alcanzado un funcionamiento armónico y completo». La Empresa de los Ferrocarriles del Estado le confió numerosas comisiones de importancia del servicio, tales como el estudio del tipo definitivo de enrieladura que se adoptaría en los ferrocarriles de explotación en construcción, y al mismo tiempo bajo su dirección la empresa inició la publicación de la Guía del Veraneante (1932) y la revista En Viaje (1933). Por otra parte, en su administración se produjo el mayor número de accidentes en la historia de la firma, con un total de once siniestros, los cuales dejaron decenas de heridos y fallecidos.
Posteriormente, se sumó al Ministerio de Obras Públicas (MOP) con el objeto de asesorar al segundo gobierno de Ibáñez del Campo en temas ferroviarios, tarea que continuó realizando en la presidencia de Jorge Alessandri, su primo en tercer grado e hijo de Arturo. Nunca militó en un partido, considerándose un profesional técnico y no un político.
Entre otras actividades, fue socio activo y director, en tres períodos, del Instituto de Ingenieros de Chile; y actuó como director de los Servicios en el Consejo de Defensa del Niño (Codeni) —corporación de derecho privado fundada en 1934, durante el segundo mandato de Alessandi— desde 1940. Falleció en Santiago el 25 de junio de 1949.
Mediante decreto del 23 de septiembre de 1949, la antigua estación «El Espino» de la línea Longitudinal Norte pasó a llamarse «Director Lagarrigue» en homenaje al exdirector general de Ferrocarriles.